# Mehrgarh
Mehrgarh est un site néolithique du Pakistan, en Asie du Sud, et l'un des plus importants en archéologie pour l'étude des premiers peuplements néolithiques de la région. Le site se trouve au Baloutchistan pakistanais, dans la plaine du Kachi, près de la passe de Bolan, à l'ouest de la vallée de l'Indus et entre les villes actuelles de Quetta, Kalat et Sibi.
Mehrgarh a été considéré comme le premier site où serait apparue l'agriculture — vers 8000 av. J.-C. — en Asie du Sud, sur la base des fouilles archéologiques exécutées entre 1974 - 1985  et 1997- 2000 par la Mission Archéologique de l'Indus dirigée par l'équipe de Catherine et Jean-François Jarrige. Cependant une publication de 2025 vient mettre ces interprétations en question, en proposant des dates de 3000 ans plus récentes, dont « les premières phases d’occupations graviteraient autour de 5.000 ans avant notre ère et sur une durée de 200 à 500 ans »,. 
C'est là aussi que l'on trouverait les plus anciennes poteries d'Asie du Sud.
Le site archéologique de Mehrgarh étant le seul site de la région où des gisements d'occupation néolithique ont été largement fouillés, il constitue une référence essentielle concernant l'émergence de l'agriculture entre le plateau iranien, l'Asie centrale et l'Asie du Sud.

## Histoire
Mehrgarh est l'un des premiers sites connus en Asie du Sud présentant des traces d'agriculture et d'élevage. Il a été influencé par la culture néolithique du Proche-Orient, avec des similitudes entre « les variétés de blé domestiquées, les premières phases de l'agriculture, la poterie, d'autres objets archéologiques, certaines plantes domestiquées et les animaux d'élevage »,.

## Périodes d'occupation

### Datation
La chronologie du site de Mehrgarh est débattue. Jean-François Jarrige, directeur des travaux de terrain sur le site, a suggéré que la première période d'occupation néolithique, la Période I, aurait débuté vers 8000 avant notre ère et serait le résultat d'un processus local. D'autres chercheurs ont avancé que l'occupation néolithique initiale n'aurait débuté qu'au milieu ou à la fin du VIe millénaire avant notre ère, ou du moins que la datation au radiocarbone de cette période poserait problème, et que le Néolithique en Asie du Sud résulterait de la diffusion de pratiques venues du Proche-Orient.
Cette étude publiée en 2025 soutient que la modélisation bayésienne de nouvelles datations au radiocarbone effectuées sur l'émail des dents humaines de 23 sépultures néolithiques indique que le cimetière néolithique acéramique de Mehrgarh a débuté entre 5200 et 4900 avant notre ère et a duré entre deux et cinq siècles. Selon cette étude, les données suggèrent que les épais dépôts d'occupation néolithique de Mehrgarh se sont formés à un rythme plus rapide qu'on ne le pensait précédemment, et que la production de poterie et son utilisation dans le Pakistan actuel n'ont commencé qu'au milieu du cinquième millénaire avant notre ère,.
Pour les auteurs de cette étude, « bien que de nombreux aspects de Mehrgarh soient incontestablement distinctifs, l'hypothèse la plus plausible, qui explique la majorité des données chronologiques, matérielles et bioarchéologiques actuelles de ce site et de ses parallèles, est qu'un ou plusieurs groupes humains se soient installés sur ce site entre 5200 et 4900 av. J.-C. Ils ont apporté avec eux des plantes et des animaux qu'ils avaient auparavant domestiqués ailleurs, ainsi qu'une connaissance approfondie des diverses techniques agricoles et de chasse qu'ils ont ensuite employées pour cultiver et exploiter les ressources végétales et animales de la plaine de Kachi. L'établissement s'est établi sur un cône alluvial, un modèle également observé dans le sud-est de l'Iran. L'entreprise a été fructueuse, comme en témoignent les nombreuses structures de stockage de céréales caractéristiques de la période II de Mehrgarh. » Cela leur semble « l'explication la plus plausible du début de l'agriculture dans le nord-ouest de l'Asie du Sud ».

### Périodisation classique
Cette partie se réfère à l'unique source disponible avant 2025. Cette « périodisation classique » s'avère être très différente de celle proposée par Mutin, Zazzo, Bondioli et al. en 2025.  
Cette section ne s'appuie pas, ou pas assez, sur des sources secondaires ou tertiaires indépendantes du sujet. Le texte peut contenir des analyses inexactes ou inédites de sources primaires.
Pour l'améliorer, ajoutez-en, ou placez des modèles {{Source secondaire souhaitée}} ou {{Source secondaire nécessaire}} sur les passages mal sourcés. (août 2021)

#### Mehrgarh I
La période Mehrgarh I (7000 av. J.-C. - 5500 av. J.-C.), était néolithique et acéramique (c'est-à-dire sans utilisation de la poterie). La première agriculture dans cette aire était développée par des peuples semi-nomades exploitant le blé et l'orge et des animaux tels que le mouton, la chèvre et les bovins. Les habitations étaient de simples constructions en pisé, divisées en quatre zones. La chasse satisfait encore la plus grande partie de la consommation de viande, puis l’élevage d’ovins et de bovins (zébus, buffles) augmente rapidement. Des paniers recouverts de bitume sont utilisés. Les niveaux supérieurs (fin du VIIe millénaire av. J.-C., début du VIe millénaire av. J.-C.) ont donné de nombreuses maisons aux plans réguliers et de vastes zones d’activité artisanale et domestique, ainsi que des cimetières. De nombreuses tombes ont été mises au jour, plusieurs contenant des objets élaborés comme des paniers, des outils en pierre ou en os, des perles, des bracelets, et parfois des animaux sacrifiés. On y a retrouvé aussi des bijoux fabriqués avec des coquillages, du calcaire, de la turquoise, du lapis-lazuli, du grès et du cuivre poli, aussi bien que des figurines simples de femmes ou d'animaux. La céramique apparaît dans la première moitié du VIe millénaire av. J.-C., sous la forme de poteries grossières. L’agglomération est alors caractérisée par la présence de bâtiments qui constituent un complexe impressionnant de magasins. On note la multiplication des figurines humaines et animales dans les tombes à cette époque.

#### Mehrgarh II-III
Les périodes Mehrgarh II (5500 av. J.-C. - 4800 av. J.-C.), et Mehrgarh III (4800 av. J.-C. - 3500 av. J.-C.), étaient néolithique céramique (i.e. la poterie est maintenant utilisée) et plus tard avec usage du cuivre. On y fabrique des perles de faïence émaillée et les figurines de terre cuite deviennent plus détaillées. Les figurines féminines sont décorées de peinture et montrent des coiffures et bijoux variés. Les objets laissés dans les tombes deviennent moins nombreux. On y trouve aussi les premiers sceaux fait de terre cuite ou d'os et décorés de motifs géométriques. Du côté technologique, on y utilise des forets en pierre ou en cuivre, des fours et creusets pour faire fondre le cuivre.

#### Mehrgarh IV-VI
Les périodes Mehrgarh IV à VI s'étendent de 3500 av. J.-C. à 2800 av. J.-C. et sont désignées sous le sigle MR1.

#### Mehrgarh VII

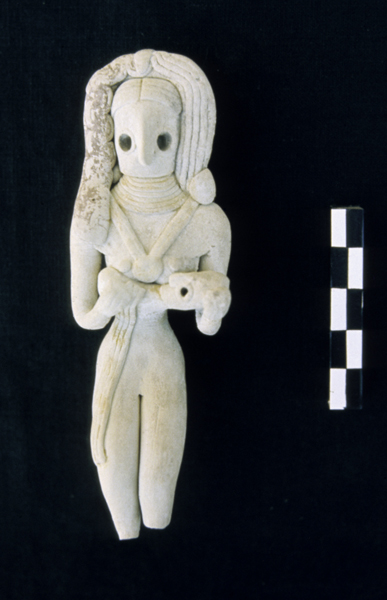
Figurine féminine de la Période VII - photo C. Jarrige

La cité semble avoir été largement désertée autour de 2600 av. J.-C. - 2000 av. J.-C., ce qui correspond à la période de la civilisation de la vallée de l'Indus.

## Découvertes
Découverte en 1985, l'amulette de Mehrgarh, âgée de 6 000 ans, est longtemps restée une énigme. De nouvelles techniques d'analyse ont permis de percer les secrets de fabrication de cette amulette en cuivre : c'est le premier objet connu façonné à la cire perdue.
Il a été décrit en 2001 la pratique par les habitants de Mehrgarh de la dentisterie, car quelques petits trous ont été retrouvés sur les molaires de deux hommes. Il a été suggéré que les forets de pierre destinés à la fabrication de perles ont été utilisés à cette fin.